# Asemesthes ceresicola
Asemesthes ceresicola is een spinnensoort in de taxonomische indeling van de bodemjachtspinnen (Gnaphosidae).
De wetenschappelijke naam van de soort werd in 1923 gepubliceerd door Richard William Ethelbert Tucker.